# Llista de quadres de Paul Gauguin
Paul Gauguin (1848-1903) va pintar sis centenars de quadres. El primer període, fins al 1886 quan va anar a la Bretanya i després a Martinica, es considera d'aprenentatge amb poques obres destacades. El maig de 1900 deia en una carta: «crec que, com a molt, arriben a tres-centes les meves teles d'ençà que vaig començar a pintar; un centenar no compta, ja que corresponen als començaments».

## Catàlegs raonats
El catàleg raonat de referència per l'obra pictòrica de Gauguin és el catàleg de Wildenstein:
Wildenstein, Georges. (Editors Daniel Wildenstein i Raymond Cogniat). Gauguin. I. Catalogue.  París: Les Beaux-Arts, 1964.
Publicat pòstumament amb el nom de Georges Wildenstein (1892-1963), va ser editat per Daniel Wildenstein i Raymond Cogniat, pel que també és conegut com el catàleg de Wildenstein-Cogniat. Inclou 638 obres catalogades, entre olis i aquarel·les, classificades amb un número que s'utilitza de referència. Com que la datació exacte de l'obra de Gauguin és a vegades difícil, el catàleg segueix un ordre cronològic només per anys, i dins de cada any per temes: retrats, figures, paisatges i natures mortes, correlativament. Immediatament va ser objecte d'una polèmica amb l'historiador d'art Douglas Cooper que va qualificar algunes de les obres com a falses o mal atribuïdes, però no va arribar a publicar la seva versió. En la revisió del catàleg feta per Merete Bodelsen, n'assenyala 30 com d'autenticitat dubtosa o pendent de més anàlisis per a confirmar-la, i en proposa 13 que caldria afegir. Bengt Danielsson, per la seva banda, apunta que molts dels títols en el tahitià particular après d'oïda per Gauguin no estan ben interpretats o traduïts.
El 1972, Gabriele Mandel Sugana va publicar el seu catàleg raonat, basat en el Wildenstein-Cogniat, afegint les correccions confirmades per la Fundació Wildenstein, i fent un ordre més cronològic:
Mandel Sugana, Gabriele. L'opera completa di Gauguin (en italià).  Milan: Rizzoli, 1972 (Classici dell'arte vol. 61). OCLC 719183.
Daniel Wildenstein va fer una revisió i ampliació del Wildenstein-Cogniat, publicada el 2001, però només va arribar a publicar el volum corresponent al període fins a l'any 1888.
Wildenstein, Daniel; Crussard, Sylvie; Heudron, Martine. Gauguin: Premier itinéraire d'un sauvage: Catalogue de l'oeuvre peint (1873-1888) vol. I.  París: Wildenstein Institute, 2001. ISBN 88-8118-937-2.

## Llista de quadres
Generalment es consideren cinc etapes en l'obra de l'artista:
1. Impressionisme, 1871-1886
2. Post-impressionisme, 1886-1891
3. Tahití, 1891-1893
4. Retorn a França, 1893-1895
5. Tahití i Hiva Oa, 1895-1903

La llista es divideix en dos períodes, fins a l'any 1888 i posterior, seguint la divisió feta per Daniel Wildenstein:
- Llista de quadres de Paul Gauguin (1871-1888), amb les obres dels primers anys a París, Normandia i Copenhaguen, les primeres estades a Pont-Aven (Bretanya) i les escapades a Martinica i Arle.
- Llista de quadres de Paul Gauguin (1889-1903), les obres fetes a Le Pouldu (Bretanya), les dues estades a Tahití amb un retorn a França (París i Bretanya) i els darrers anys a Hiva Oa.

## Cronologia
Cronologia de Paul Gauguin relacionada amb la pintura:
- 1872 París, Saint-Cloud
Treballa a la Borsa i comença a pintar com a aficionat.
Passa els caps de setmana a Saint-Cloud en l'entorn del col·leccionador d'art Gustave Arosa.
- 1873 París, Saint-Cloud
Es casa amb la danesa Mette Gad.
- 1874 París
Pren classes a l'Académie Colarossi junt amb Émile Schuffenecker.
- 1875 París
Es trasllada al 54 (avui 30) del carrer Chaillot, prop de l'avinguda de Iéna.
- 1876 París
Presenta un quadre (Paisatge de Viroflay) en la 2a Exposició Impressionista.
Segueix el mestratge de Camille Pissarro.
- 1877 París
Es trasllada al carrer Chaillet, districte de Vaugirard.
- 1878 París
- 1879 París, Pontoise
Passa l'estiu a Pontoise amb Pissarro i Cézanne.
- 1880 París, Pontoise
Exposa vuit obres en la 5a Exposició Impressionista.
Passa l'estiu a Pontoise.
- 1881 París, Pontoise
Exposa nou obres en la 6a Exposició Impressionista destacant Estudi d'un nu.
Lloga un taller al 8 del carrer Carcel.
Passa l'estiu a Pontoise.
- 1882 París
Exposa dotze obres en la 7a Exposició Impressionista.
- 1883 París, Osny
Deixa la feina per la crisi econòmica i es dedica plenament a la pintura.
Amb un obscur afer amb revolucionaris espanyols, viatja a Cervera de la Marenda.
Durant l'estiu, pinta a Osny amb Pissarro.
- 1884 Rouen, Copenhaguen
S'instal·la al 5, impasse de Malherne, Rouen.
El novembre es trasllada amb la família a Copenhaguen.
- 1885 Copenhaguen, París, Dieppe
Exposa en la Societat d'Amics de l'Art de Copenhaguen.
El juny torna a París deixant la família.
De juliol a octubre es trasllada a Dieppe (Normandia).
- 1886 París, Pont-Aven
Presenta 18 teles en la 8a Exposició Impressionista.
De juny a octubre s'instal·la a Pont-Aven on coneix Charles Laval i Émile Bernard.
El novembre torna a París i coneix als germans Van Gogh.
- 1887 París, Martinica
De juny a octubre s'està a Martinica amb Laval.
De tornada a París coneix Daniel de Monfreid.
- 1888 Pont-Aven, Arle
El febrer torna a Pont-Aven establint el grup de sintetistes.
Del 23 d'octubre al 23 de desembre pinta a Arle amb Vincent van Gogh.
- 1889 París, Le Pouldu
Participa en l'Exposició de Les XX a Brussel·les.
Organitza amb Schuffenecker l'Exposició del Cafè Volpini.
El juny, tercera estada a la Bretanya, instal·lant-se a Le Pouldu amb Meyer de Haan.
- 1890 París, Le Pouldu
- 1891 París, Tahití
El febrer ven a l'Hôtel Drouot 30 quadres per finançar el viatge a Tahití.
L'abril s'embarca cap a Tahití on hi arriba el junt instal·lant-se a Papeete, Paea i finalment a Mataiea.
- 1892 Tahití
- 1893 Tahití, París
Torna a París arribant-hi l'agost.
El novembre exposa 46 obres en la galeria de Paul Durand-Ruel.
- 1894 París, Bretanya
D'abril a novembre, quarta estada a la Bretanya, entre Pont-Aven i Le Pouldu.
- 1895 París, Tahití
El febrer, segona subhasta a l'Hôtel Drouot, sense èxit.
L'abril s'embarca de nou cap a Tahití on hi arriba l'agost i s'instal·la a Punaauia alternant amb Papeete.
- 1896-1900 Tahití
Intent de suïcidi, el 1898, ingressat en l'hospital de Papeete.
- 1901 Tahití, Hiva Oa
El setembre es trasllada a Atuona, capital d'Hiva Oa en les illes Marqueses.
- 1902 Hiva Oa
- 1903 Hiva Oa
Mort el 8 de maig a Atuona.